# Quản trị tiếp thị bằng cơ sở dữ liệu
Quản trị tiếp thị bằng cơ sở dữ liệu (tiếng Anh: Database Marketing) là một hình thức tiếp thị trực tiếp dến khách hàng (tiếng Anh: direct marketing). Cách tiếp thị này sử dụng các cơ sở dữ liệu máy tính chứa thông tin khách hàng tiềm năng để tạo ra các hình thức quảng cáo nhắm đến từng cá nhân người tiêu dùng. Phương pháp tiếp thị có thể là bất kỳ hình thức quảng cáo nào có thể gửi trục tiếp đến cá nhân người tiêu dùng - ví dụ như email, catalog, thư quảng cáo gửi đến tận nhà. Các email, thư từ quảng cáo này được tạo ra dựa theo các thông tin của mỗi khách hàng (ví dụ như tuổi tác, nghề nghiệp, sở thích, lịch sử mua bán, giao dịch) được lưu trên máy tính - nhằm mục đích quảng cáo một sản phẩm hay dịch vụ nào đó.
Tiếp thị trưc tiếp và tiếp thị bằng cơ sở dữ liệu khác nhau chủ yếu ở sự phân tích dữ liệu. Tiếp thị trưc tiếp thường gửi một hay nhiều hình thức quảng cáo giống nhau đến tất cả mọi khách hàng. Tiếp thị bằng cơ sở dữ liệu lại sử dụng các phương pháp thống kê để xây dựng các mô hình dự đoán hành vi của khách hàng và chọn lựa khách hàng cho từng hình thúc quảng cáo tương ứng. Các nhà tiếp thị bằng cơ sở dữ liệu, do đó, thường có xu hướng sử dụng những cơ sở dữ liệu khổng lồ, bởi vì dữ liệu về khách hàng càng nhiều thì khả năng các mô hình được xây dựng chính xác càng cao.
Một cơ sở dữ liệu thông thường chứa tên, địa chỉ, và các chi tiết về lich sử giao dịch, mua bán của khách hàng trong quá khứ. Các cơ sở dữ liệu chuyên dụng, đầy đủ hơn còn có thể chứa các thông tin về tuổi tác, nghề nghiệp, sở thích v.v của khách hàng. Các cơ sở dữ liệu này có thể được xây dựng từ hệ thống thông tin cục bộ của chính công ty đó, hoặc từ các danh sách tổng hợp mua lại từ các tổ chức khác. Đầu vào chủ yếu của các danh sách này là từ các đơn từ quyên góp, đơn xin nhận sản phẩm hay dịch vụ miễn phí, đơn xin cấp thẻ tín dụng, đơn xin đăng ký truy cập báo chí, tạp chí.
Các hình thức trao đổi, quảng cáo tạo ra từ phương pháp tiếp thị bằng cơ sở dữ liệu có thể bị xem như junk mail hay spam, nếu chúng không được sự đồng ý của người nhận. Các tổ chức tiếp thị (trực tiếp hay bằng cơ sở dữ liệu) thì tranh luận rằng, nếu người khách hàng muốn được biết các thông tin về sản phẩm hay dịch vụ, thì một email hay thư quảng cáo gửi đến riêng cho cá nhân đó sẽ có lợi không chỉ cho người quảng cáo mà cho cả chính khách hàng đó.
Một số quốc gia và một số tổ chức yêu cầu để người tiêu dùng được quyền ngăn không cho phép liên lạc hoặc xóa tên mình ra khỏi các danh sách tiếp thị.

## Đầu vào của dữ liệu
Mặc dù bất kỳ tổ chức nào cũng có thể dùng phương pháp tiếp thị bằng cơ sở dữ liệu, phương pháp này đặc biệt thích hợp với những công ty có số lượng khách hàng lớn. Bởi vì một tập hợp khách hàng lớn sẽ cho cơ hội tốt hơn trong việc tìm thấy những nhóm (tiếng Anh: segment) khách hàng hoặc khách hàng tiềm năng nhỏ (với nhiều thuộc tính giống nhau) - để từ đó chúng ta có thể liên lạc và tạo các hình thức quảng cáo được cá nhân hóa cho từng nhóm tương ứng. Đối với các cơ sở dữ liệu nhỏ hơn hoặc có nhiều thuộc tính giống nhau hơn (tiếng Anh: homogeneous), việc cá nhân hóa hay đặc biệt hóa các thông điệp quảng cáo sẽ không hợp lý so với chi phí đầu tư đòi hỏi tương ứng. Phương pháp tiếp thị bằng cơ sở dữ liệu vì vậy nở rộ trong các ngành có thể tạo ra một khối lượng dữ liệu giao dịch khổng lồ từ hàng triệu khách hàng, như tài chính ngân hàng, viễn thông, buôn bán.
Có thể chia các ứng dụng của tiếp thị bằng cơ sở dữ liệu thành hai loại, loại tiếp thị đến các khách hàng đang có và loại tiếp thị đến các khách hàng tiềm năng.